# Даунингтаун (Пенсильвания)
Даунингтаун (англ. Downingtown) — боро на северо-востоке США в штате Пенсильвания. Находится в округе Честер.

## География
Даунингтаун расположен на востоке штата Пенсильвания, на расстоянии 53 километров к западу от Филадельфии. Через город протекает восточный рукав реки Брендивайн-крик. Даунингтаун находится на федеральной трассе U.S. Route 30, соединяющей восточное и западное побережья США.

## История
Район Даунингтауна был освоен европейскими переселенцами ещё в начале XVIII столетия, в городе сохранились много численные архитектурные памятники того времени. Первоначально город носил название Милтаун (Milltown), так как вдоль протекающей здесь реки Брендивайн-Крик было сооружено несколько мельниц. Одним из владельцев местных мельниц был немец по происхождению Фредерик Биклинг, потомки которого развили изготовление бумаги и бумажных изделий, став их крупнейшими производителями в США вплоть до конца XIX столетия. В период Американской революции XVIII века город получил своё нынешнее название, по имени Томаса Даунинга, квакера из английского графства Девон, эмигрировавшего в Америку в 1717 году. Даунинг владел многочисленными мельницами в районе нынешнего Даунингтауна, окончательное переименование города состоялось в 1812 году.

## Известные личности
В Даунингтауне в XVIII столетии некоторое время жил деятель ирландского освободительного движения и революционер Теобальд Вольф Тон.
В Даунингтауне родились киноактёры Майлз Теллер (1987) и Адриана Чечик (1991).

## Экономика
В Даунингтауне находится основанная в 1996 году Victory Brewing Company, одна из известнейших в США компаний по варке пива. Производство этого напитка проводится согласно рецептурам, взятым у баварских пивоваров.